# اكيهيتو يوكوياما
اكيهيتو يوكوياما (باليابانية: 横山明仁؛ بالكانا: よこやま あきひと) هو لاعب غولف ياباني، ولد في 12 يناير 1961 في طوكيو في اليابان.

## وصلات خارجية
- اكيهيتو يوكوياما على موقع رابطة اليابان للاعبي الغولف المحترفين (الإنجليزية)
- اكيهيتو يوكوياما على موقع التصنيف العالمي الرسمي للغولف (الإنجليزية)